# CEB European Cup 2010
Der CEB European Cup 2010, der europäische Klubpokal im Baseball, fand vom 2.–6. Juni 2010 in Brno (Tschechien) und Rotterdam (Niederlande) statt. Der Pokal wurde in zwei separaten Turnieren ausgespielt. 
In beiden Gruppen konnte der italienische Teilnehmer den Titel erringen. So sicherte sich der Titelverteidiger Fortitudo Bologna den erneuten Gewinn in Brno, während Telemarket Rimini sich die Gruppe in Rotterdam sicherte. Neben diesen beiden Mannschaften qualifizierten sich auch die zweitplatzierten Teams der jeweiligen Gruppen für den European Champion Cup, dem Final Four Turnier in Barcelona. Im Einzelnen sind dies die Heidenheim Heideköpfe aus Deutschland, und die San-Marinesen vom T & A San Marino.

## Turnierübersicht
| Brno (Pool A) | Rotterdam (Pool B)                                                                                           |
| --- | --- |
| - AVG Draci Brno - C.B. Sant Boi - Fortitudo Bologna - Heidenheim Heideköpfe - Konica Minolta Pioniers - Rouen Huskies | - DOOR Neptunus - Hoboken Pioneers - Savigny Lions - T & A San Marino - Telemarket Rimini - Tenerife Marlins |

## Brno (Pool A)
| Team                    | W | L | %    | GB |
| ----------------------- | - | - | ---- | -- |
| Fortitudo Bologna       | 4 | 1 | .800 | —  |
| Heidenheim Heideköpfe   | 4 | 1 | .800 | —  |
| Konica Minolta Pioniers | 2 | 3 | .400 | 2  |
| AVG Draci Brno          | 2 | 3 | .400 | 2  |
| C.B. Sant Boi           | 2 | 3 | .400 | 2  |
| Rouen Huskies           | 1 | 4 | .200 | 3  |

| Datum        | Zeit  | Begegnung               | Begegnung | Begegnung               | Ergebnis |
| ------------ | ----- | ----------------------- | --------- | ----------------------- | -------- |
| 2. Juni 2010 | 20.00 | C.B. Sant Boi           | -         | AVG Draci Brno          | 3:2      |
| 3. Juni 2010 | 10.00 | Fortitudo Bologna       | -         | Konica Minolta Pioniers | 3:1      |
| 3. Juni 2010 | 14.00 | Heidenheim Heideköpfe   | -         | Fortitudo Bologna       | 3:8      |
| 3. Juni 2010 | 14.00 | Rouen Huskies           | -         | C.B. Sant Boi           | 4:8      |
| 3. Juni 2010 | 18.00 | AVG Draci Brno          | -         | Heidenheim Heideköpfe   | 7:10     |
| 4. Juni 2010 | 10.00 | Rouen Huskies           | -         | Heidenheim Heideköpfe   | 7:20     |
| 4. Juni 2010 | 14.00 | Konica Minolta Pioniers | -         | Rouen Huskies           | 19:9     |
| 4. Juni 2010 | 15.30 | Fortitudo Bologna       | -         | AVG Draci Brno          | 3:4      |
| 4. Juni 2010 | 19.30 | C.B. Sant Boi           | -         | Konica Minolta Pioniers | 2:9      |
| 5. Juni 2010 | 11.00 | C.B. Sant Boi           | -         | Heidenheim Heideköpfe   | 1:8      |
| 5. Juni 2010 | 13.00 | Konica Minolta Pioniers | -         | AVG Draci Brno          | 10:14    |
| 5. Juni 2010 | 18.00 | Rouen Huskies           | -         | Fortitudo Bologna       | 0:10     |
| 6. Juni 2010 | 10.00 | Fortitudo Bologna       | -         | C.B. Sant Boi           | 2:0      |
| 6. Juni 2010 | 14.00 | Heidenheim Heideköpfe   | -         | Konica Minolta Pioniers | 10:7     |
| 6. Juni 2010 | 18.00 | AVG Draci Brno          | -         | Rouen Huskies           | 8:10     |

## Rotterdam (Pool B)
| Team              | W | L | %     | GB |
| ----------------- | - | - | ----- | -- |
| Telemarket Rimini | 5 | 0 | 1.000 | —  |
| T&A San Marino    | 3 | 2 | .600  | 2  |
| Tenerife Marlins  | 2 | 3 | .400  | 3  |
| DOOR Neptunus     | 2 | 3 | .400  | 3  |
| Hoboken Pioneers  | 2 | 3 | .400  | 3  |
| Savigny Lions     | 1 | 4 | .200  | 4  |

| Datum        | Zeit  | Begegnung         | Begegnung | Begegnung         | Ergebnis |
| ------------ | ----- | ----------------- | --------- | ----------------- | -------- |
| 2. Juni 2010 | 11.00 | Telemarket Rimini | -         | Savigny Lions     | 9:1      |
| 2. Juni 2010 | 15.00 | Hoboken Pioneers  | -         | T & A San Marino  | 0:7      |
| 2. Juni 2010 | 20.00 | DOOR Neptunus     | -         | Tenerife Marlins  | 2:4      |
| 3. Juni 2010 | 11.00 | Savigny Lions     | -         | Hoboken Pioneers  | 3:5      |
| 3. Juni 2010 | 15.00 | Tenerife Marlins  | -         | Telemarket Rimini | 2:5      |
| 3. Juni 2010 | 20.00 | T & A San Marino  | -         | DOOR Neptunus     | 2:6      |
| 4. Juni 2010 | 11.00 | Tenerife Marlins  | -         | T & A San Marino  | 2:13     |
| 4. Juni 2010 | 15.00 | Hoboken Pioneers  | -         | Telemarket Rimini | 0:10     |
| 4. Juni 2010 | 20.00 | Savigny Lions     | -         | DOOR Neptunus     | 1:7      |
| 5. Juni 2010 | 11.00 | Savigny Lions     | -         | Tenerife Marlins  | 6:0      |
| 5. Juni 2010 | 15.00 | Hoboken Pioneers  | -         | DOOR Neptunus     | 1:0      |
| 5. Juni 2010 | 20.00 | Telemarket Rimini | -         | T & A San Marino  | 15:6     |
| 6. Juni 2010 | 11.00 | Tenerife Marlins  | -         | Hoboken Pioneers  | 10:0     |
| 6. Juni 2010 | 15.00 | DOOR Neptunus     | -         | Telemarket Rimini | 3:4      |
| 6. Juni 2010 | 20.00 | T & A San Marino  | -         | Savigny Lions     | 12:4     |

## European Champion Cup Final Four
Für das European Champion Cup Final Four 2010 in Barcelona qualifizierten sich:
- Fortitudo Bologna
- Heidenheim Heideköpfe
- Telemarket Rimini
- T & A San Marino

## Play-off European Cup
Die Letzten jeder Gruppe mussten in die Play-offs zum European Cup für die nächste Saison:
- Rouen Huskies
- Savigny Lions

Dort spielten sie gegen die Turniersieger der CEB European Cup Qualifier:
- Technika Brno
- North Stars Moscow
- Olimpija Karlovac
- Solingen Alligators

Diese Play-offs wurden in zwei Turnieren vom 17. bis 19. September in Rouen und Brno ausgetragen. Savigny trat nicht an. Letztlich sicherten die Mannschaften Rouen und Moskau durch den Gewinn ihres Play-off-Turnieres ihren Ländern einen Startplatz im European Cup 2011.